# 하시모토정
하시모토정(橋本町)은 와카야마현 이토군에 있던 정이다. 현재의 하시모토시 중심부에 해당한다.

## 역사
- 1889년 4월 1일 - 정촌제 시행에 의해 8촌의 구역을 가지고 성립하였다.
- 1894년 5월 10일 - 정으로 승격해 하시모토정이 되었다.
- 1955년 1월 1일 - 기미촌, 야마다촌, 기시카미촌, 스미다촌, 가무촌과 합병해 하시모토시가 성립하여, 동일 하시모토정은 폐지되었다.

## 교통

### 철도
- 일본국유철도
  - 와카야마선
- 난카이 전기 철도
  - 난카이 고야선

### 도로
- 국도 제24호선

## 참고문헌
- 角川日本地名大辞典 30 和歌山県